# BanG Dream!
BanG Dream!（バンドリ！）は、『月刊ブシロード』で連載された同名の漫画作品およびイラスト連載をもとにしたメディアミックスプロジェクトである。
本プロジェクトは、高校生がガールズバンドを結成、バンド活動を通し、少女たちの成長を描く物語である。
ストーリー展開としては、小説『BanG Dream! バンドリ』、漫画『BanG_Dream! [星の鼓動]』が同一世界観の物語となり、この2作品を原案として後述するメディアミックス作品が制作された。該当時期の作品展開は公式にて、「『BanG_Dream!』時代」とタイトルにアンダースコアが含まれた表記で記されている。
上記2作品を原案として制作された、テレビアニメ『BanG Dream!』シリーズ、アプリゲーム『バンドリ！ ガールズバンドパーティ！』、コミカライズ作品『コミック版 BanG Dream! 』『BanG Dream! ガールズバンドパーティ! Roselia Stage』『RAiSe! The story of my music』は同一世界観・設定による連動したストーリーが展開されており、アニメ、ゲーム、漫画の各シナリオ陣が連携してストーリーを展開している。そのため、各メディアでストーリーを補完しあいながらシナリオが展開され、すべてのメディアを追うことでシナリオをさらに楽しめるようになっている。
そのプロジェクトの一環として「Poppin'Party（ポッピン パーティ）」、「Roselia（ロゼリア）」、「RAISE A SUILEN（レイズ ア スイレン）」、「Morfonica（モルフォニカ）」、「MyGO!!!!!（マイゴ）」、「Ave Mujica（アヴェ ムジカ）」、「夢限大みゅーたいぷ」が声優ユニットのリアルバンドとして活動している。

## 登場人物
RAISE A SUILENのメンバーとAve Mujicaのメンバーは、本名とは別に、ステージネームも持っている。
Poppin' Party
- 戸山香澄（声 - 愛美[6]）
- 花園たえ（声 - 大塚紗英[6]）
- 牛込りみ（声 - 西本りみ[6]）
- 山吹沙綾（声 - 大橋彩香[6]）
- 市ヶ谷有咲（声 - 伊藤彩沙[6]）

Roselia
- 湊友希那（声 - 相羽あいな[6]）
- 氷川紗夜（声 - 工藤晴香[6]）
- 今井リサ（声 - 遠藤ゆりか[6] → 中島由貴）
- 宇田川あこ（声 - 櫻川めぐ[6]）
- 白金燐子（声 - 明坂聡美[6] → 志崎樺音）

Afterglow
- 美竹蘭（声 - 佐倉綾音[6]）
- 青葉モカ（声 - 三澤紗千香[6]）
- 上原ひまり（声 - 加藤英美里[6]）
- 宇田川巴（声 - 日笠陽子[6]）
- 羽沢つぐみ（声 - 金元寿子[6]）

Pastel*Palettes
- 丸山彩（声 - 前島亜美[6]）
- 氷川日菜（声 - 小澤亜李[6]）
- 白鷺千聖（声 - 上坂すみれ[6]）
- 大和麻弥（声 - 中上育実[6]）
- 若宮イヴ（声 - 秦佐和子[6]）

ハロー、ハッピーワールド！
- 弦巻こころ（声 - 伊藤美来[6]）
- 瀬田薫（声 - 田所あずさ[6]）
- 北沢はぐみ（声 - 吉田有里[6]）
- 松原花音（声 - 豊田萌絵[6]）
- ミッシェル / 奥沢美咲（声 - 黒沢ともよ[6]）

RAISE A SUILEN（左はステージネーム、右は本名）
- レイヤ / 和奏レイ（声 - Raychell）
- ロック / 朝日六花（声 - 小原莉子）
- マスキング / 佐藤ますき（声 - 夏芽）
- パレオ / 鳰原令王那（声 - 倉知玲鳳）
- チュチュ / 珠手ちゆ（声 - 紡木吏佐）

Morfonica
- 倉田ましろ（声 - 進藤あまね）
- 桐ヶ谷透子（声 - 直田姫奈）
- 広町七深（声 - 西尾夕香）
- 二葉つくし（声 - mika）
- 八潮瑠唯（声 - Ayasa）

MyGO!!!!!
- 高松燈（声 - 羊宮妃那）
- 千早愛音（声 - 立石凛）
- 要楽奈（声 - 青木陽菜）
- 長崎そよ（声 - 小日向美香）
- 椎名立希（声 - 林鼓子）

Ave Mujica（左はステージネーム、右は本名）
- ドロリス / 三角初華（声 - 佐々木李子）
- モーティス / 若葉睦（声 - 渡瀬結月）
- ティモリス / 八幡海鈴（声 - 岡田夢以）
- アモーリス / 祐天寺にゃむ（声 - 米澤茜）
- オブリビオニス / 豊川祥子（声 - 高尾奏音）

その他の主要人物
- 戸山明日香（声 - 尾崎由香）
- 月島まりな（声 - 洲崎綾）
- 都築詩船（声 - 小山茉美）
- 真次凛々子（声 - 儀武ゆう子）

## ガールズバンド
本プロジェクトには、Poppin'Party、Roselia、RAISE A SUILEN、Morfonica、MyGO!!!!!、Ave Mujica、夢限大みゅーたいぷ、Afterglow、Pastel*Palettes、ハロー、ハッピーワールド!、Glitter*Greenという11組のガールズバンドが存在し、プロジェクトの中核を担っている。また、これらのバンドから何人かメンバーをピックアップして、特別に編成された合同バンドも存在する。
このうち、Poppin'Party、Roselia、RAISE A SUILEN、Morfonica、MyGO!!!!!、Ave Mujica、夢限大みゅーたいぷの7組は、リアルバンドとしても活動している。
Poppin'Party、Roselia、RAISE A SUILEN、Morfonica、MyGO!!!!!、Ave Mujica、夢限大みゅーたいぷ以外のバンドは、ボーカルを務めるメンバーが中心となり各種イベントやライブなどに参加している。ライブの際の各バンドの演奏は結成の経緯から原則としてRAISE A SUILENが務める。

### Poppin'Party
Poppin'Party（ポッピン パーティー）は、メディアミックス作品「BanG_Dream!」に登場する架空の5人組ガールズバンド、およびそのキャラクターの声を担当する声優たちによる実在するバンド形式の5人組女性声優ユニットである。略称「ポピパ」。現実世界における所属レーベルはブシロードミュージック。
同バンドは2015年2月28日のプロジェクト始動とともに結成された。
メンバー
- 愛美（ボーカル・ギター担当、戸山香澄 役）
- 大塚紗英（リードギター担当、花園たえ 役）
- 西本りみ（ベース担当、牛込りみ 役）
- 大橋彩香（ドラム担当、山吹沙綾 役）
- 伊藤彩沙（キーボード担当、市ヶ谷有咲 役）

### Roselia
Roselia（ロゼリア）は、メディアミックス作品「BanG Dream!」に登場する架空の5人組ガールズバンド、およびそのキャラクターの声を担当する声優たちによる実在するバンド形式の5人組女性声優ユニットの名称である。現実世界における所属レーベルはブシロードミュージック。
ユニットのコンセプトはゴシックである。
メンバー
- 相羽あいな（ボーカル担当、湊友希那 役[11]）
- 工藤晴香（ギター担当、氷川紗夜 役[11]）
- 中島由貴（ベース担当、今井リサ 役〈2代目〉[12]）
  - 遠藤ゆりかの卒業（引退）に伴い、3rdライブより「6人目のRoselia」として加入。
- 櫻川めぐ[注 3]（ドラム担当、宇田川あこ 役[11]）
- 志崎樺音（キーボード担当、白金燐子 役〈2代目〉）
  - 明坂聡美の卒業に伴い、2018年8月1日より実施された新メンバーオーディションに合格。4thライブより正式加入。

旧メンバー
- 遠藤ゆりか（ベース担当、今井リサ 役〈初代〉[11]）
  - 2018年5月13日開催の5thライブをもって卒業[14]、同年6月1日のラストソロライブをもって芸能界を引退[15]。最終所属はスワロウ。
- 明坂聡美（キーボード担当、白金燐子 役〈初代〉[11]）
  - 2018年9月17日開催の「Roselia Fan Meeting 2018」をもって卒業[16]。卒業時の所属はアミュレート。

### RAISE A SUILEN
RAISE A SUILEN（レイズ ア スイレン）は、メディアミックス作品「BanG Dream!」にて、「Pastel＊Palettes」「ハロー、ハッピーワールド！」「Afterglow」のバックバンドを務めたメンバーで結成されるバンド形式の5人組女性ユニットの名称である。所属レーベルはブシロードミュージック。略称は「RAS」（ラス）。バンド名やキャラクター名はテレビアニメのシリーズ構成・脚本である綾奈ゆにこが提案したものが採用されている。
元々は、「Pastel＊Palettes」など、プロジェクト内の一部ユニットのバックバンドとして結成された。活動初期は「THE THIRD（仮）」の名義で活動していたが、のちにRAISE A SUILENに改名した。
2020年7月には、『We are RAISE A SUILEN〜BanG Dream! The Stage〜』が、上演された。
メンバー
- Raychell（ボーカル・ベース担当、レイヤ 役）
- 小原莉子（ギター担当、ロック 役）
- 夏芽（ドラム担当、マスキング 役）
- 倉知玲鳳（キーボード担当、パレオ 役）
- 紡木吏佐（DJ担当、チュチュ 役）

過去には花園たえ役の大塚紗英がサポートギターとして参加していた。

### Morfonica
Morfonica（モルフォニカ）は、メディアミックス作品「BanG Dream!」に登場する架空の5人組ガールズバンド、およびそのキャラクターの声を担当する声優、ミュージシャンたちによる実在するバンド形式の5人組女性声優ユニットの名称である。略称「モニカ」。現実世界における所属レーベルはブシロードミュージック。
他のバンドとの違いとしてバイオリンのメンバーが在籍しており、「幻想的な世界観を奏でる、バイオリンロックバンド」と紹介されている。
メンバー
- 進藤あまね（ボーカル担当、倉田ましろ 役）
- 直田姫奈（ギター担当、桐ヶ谷透子 役）
- 西尾夕香（ベース担当、広町七深 役）
- mika（ドラム担当、二葉つくし 役）
- Ayasa（バイオリン担当、八潮瑠唯 役）

### MyGO!!!!!
MyGO!!!!!（マイゴ）は、メディアミックス作品「BanG Dream!」に登場する架空の5人組ガールズバンド、およびそのキャラクターの声を担当する声優、ミュージシャンたちによる実在するバンド形式の5人組女性声優ユニットの名称である。現実世界における所属レーベルはブシロードミュージック。これまでの既存バンドと異なり、基本的に楽曲制作はSUPA LOVEが担当している。
「"現実（リアル）"と"仮想（キャラクター）"が同期するバンド」がコンセプト。当初は担当声優が非公開であり、4thライブにてアニメ化が発表されたのと同時にキャストが公開された。また、キャラクターの苗字もそれまでは公開されていなかった。
メンバー
- 羊宮妃那（ボーカル担当、高松燈 役）
- 立石凛（ギター担当、千早愛音 役）
- 青木陽菜（リードギター担当、要楽奈 役）
- 小日向美香（ベース担当、長崎そよ役）
- 林鼓子（ドラム担当、椎名立希 役）

### Ave Mujica
Ave Mujica（アヴェ ムジカ）は、メディアミックス作品「BanG Dream!」に登場する架空の5人組ガールズメタルバンド、およびそのキャラクターの声を担当する声優たちによる実在するバンド形式の5人組女性ユニットの名称であり、6組目のリアルバンドでもある。レーベルはブシロードミュージック。これまでの既存バンドと異なり、基本的にAve Mujicaのサウンドプロデューサーを務めるDiggy-MO'が作詞と作曲（共作）、SUPA LOVEが作曲（共作）と編曲を担当している。
タグラインは、「…ようこそ。Ave Mujicaの世界へ」。「Ave」はラテン語で「ようこそ」「こんにちは」という意味を持ち、「Mujica」はラテン語で「音楽」という意味を持つ「Musica」の「s」を「j」に変えたものである。これは「同じ穴の狢」という時の「狢」とかけるために変えたという説がある。
2023年2月4日の「BanG Dream! 11th☆LIVE」の日に、突如として告知されたバンドである。同年4月10日、ボンボンTVのえっちゃんのもとに謎の箱が届き、彼女が箱の開封に悪戦苦闘した結果、ついにAve Mujicaの姿が明らかとなった。そして、4月10日、1曲目のオリジナル楽曲である「黒のバースデイ」が公式YouTubeチャンネルで公開された。
当初は担当声優が非公開であった。テレビアニメ『It's MyGO!!!!!』では、仮面を取ったメンバーが先行して登場し、声優も公開されたが、その段階ではメンバーであることは伏せられていた。第13話にてAve Mujicaが結成され、それと同時にそれぞれがメンバーであることも発表された。
他のバンドの違いとして、7弦ギターと5弦ベースを使用している。Ave Mujicaメンバーの使用しているギター・ベースはいずれもシェクター製である。
現在Ave Mujicaの公式YouTubeチャンネルには、Ave Mujicaの世界観を演出するための伏線として、「ホントウノワタシ -再生-」「マヨイコンダモリ -探索-」「コタエヲサガシテ -摩擦-」「キオクトゲンソウ -過去-」「カクセイヘノウタ -招待-」「Prelude」という6つの動画が公開されている。なお、これらのボイスドラマに登場する「瑠奈（るな）」「莉伽（りか）」という2人のキャラクターは、Ave Mujicaのメンバーではない。
現在Ave Mujicaの公式ホームページには、
{\displaystyle 0=L\quad 1=R\quad 2=T\quad 3=N\quad 4=A}
{\displaystyle 5=E\quad 6=H\quad 7=I\quad 8=B\quad 9=Y}
という暗号文が掲載されているが、解答や掲載意図などの詳細については、まだ明らかになっていない。
彼女たちの物語を描くTVアニメ『BanG Dream! Ave Mujica』が、2025年1月2日に放送開始された。これは、2023年夏に放送された『BanG Dream! It's MyGO!!!!!』の続編にあたる。
メンバー
- 佐々木李子（リードギター&ボーカル担当、三角初華 / ドロリス役）
- 渡瀬結月（ギター担当、若葉睦 / モーティス役）
- 岡田夢以（ベース担当、八幡海鈴 / ティモリス役）
- 米澤茜（ドラム担当、祐天寺にゃむ / アモーリス役）
- 高尾奏音（キーボード担当、豊川祥子 / オブリビオニス役）

#### ディスコグラフィ

##### シングル
|        | 発売日        | タイトル                             | 規格品番                | 規格品番   | オリコン 最高位 |
| 限定盤 | 発売日        | タイトル                             | 通常盤                  |            | オリコン 最高位 |
| ------ | ------------- | ------------------------------------ | ----------------------- | ---------- | --------------- |
| 1st    | 2024年4月24日 | 素晴らしき世界 でも どこにもない場所 | BRMM-10785 (CD+Blu-ray) | BRMM-10786 | 13位            |
| 2nd    | 2025年1月15日 | KiLLKiSS                             | BRMM-10886 (CD+Blu-ray) | BRMM-10887 | 4位             |

##### ミニアルバム
|        | 発売日        | タイトル       | 規格品番                                                      | 規格品番   | オリコン 最高位 |
| 限定盤 | 発売日        | タイトル       | 通常盤                                                        |            | オリコン 最高位 |
| ------ | ------------- | -------------- | ------------------------------------------------------------- | ---------- | --------------- |
| 1st    | 2023年9月13日 | Alea jacta est | BRMM-10671                                                    | BRMM-10672 | 14位            |
| 2nd    | 2024年10月2日 | ELEMENTS       | BRMM-10835（特装盤 CD+Blu-ray) BRMM-10836（限定盤 CD+Blu-ray) | BRMM-10837 | 5位             |

##### フルアルバム
|        | 発売日        | タイトル     | 規格品番                                                      | 規格品番   | オリコン 最高位 |
| 限定盤 | 発売日        | タイトル     | 通常盤                                                        |            | オリコン 最高位 |
| ------ | ------------- | ------------ | ------------------------------------------------------------- | ---------- | --------------- |
| 1st    | 2025年4月23日 | Completeness | BRMM-10915（特装盤 CD+Blu-ray) BRMM-10916（限定盤 CD+Blu-ray) | BRMM-10917 | 7位             |

#### 参加イベント
- Roselia単独LIVE「Farbe」DAY2（オープニングアクト、有明アリーナ（東京都）、2023年9月17日）
- MEGA VEGAS 2024（神戸ワールド記念ホール（兵庫県）、2024年3月9日）
- BILIBILI MACRO LINK 2024 (BML2024)（国家会展中心・虹館EH（中国・上海）、2024年7月22日）[43]
- Animelo Summer Live 2024 -Stargazer-（さいたまスーパーアリーナ（埼玉県）、2024年8月30日）[44]
- ANIMAX MUSIX 2024 FALL（横浜アリーナ（神奈川県）、2024年11月23日）
- Roselia単独LIVE「Stille Nacht, Rosen Nacht」（ゲストアクト 、武蔵野の森総合スポーツプラザ（東京都）、2024年12月14日）
- リスアニ!LIVE 2025 SATURDAY STAGE（日本武道館（東京都）、2025年1月25日）
- rockin'on presents JAPAN JAM 2025 (千葉市蘇我スポーツ公園（千葉県）、2025年5月5日)
- ANISAMA WORLD 2025 in MANILA (Smart Araneta Coliseum、2025年6月7日)
- BILIBILI MACRO LINK 2025（上海・国家会展中心、2025年7月12日・13日)
- SUMMER SONIC 2025 Pacific Stage（ZOZOマリンスタジアム＆幕張メッセ（千葉県）、2025年8月16日）
- Animelo Summer Live 2025 “ThanXX!”（さいたまスーパーアリーナ（埼玉県）、2025年8月30日（予定））
- rockin'on presents ROCK IN JAPAN FESTIVAL 2025（千葉市蘇我スポーツ公園（千葉県）、2025年 9月20日（予定）)
- Ave Mujicaトークイベント（Kanadevia Hall（旧 TOKYO DOME CITY HALL）（東京都）、松下IMPホール（大阪府）、2026年1月10日・2月21日（予定）)

### 夢限大みゅーたいぷ
シリーズ初のバーチャルバンドプロジェクト。略称はゆめみた。
メンバー
- 仲町あられ（ボーカル担当）
- 宮永ののか（ギター担当）
- 峰月律（ギター担当）
- 藤都子（キーボード担当）
- 千石ユノ（DJ&マニピュレーター担当）

### Afterglow
Afterglowは、メディアミックス作品「BanG Dream!」に登場する架空の5人組ガールズバンド、およびそのキャラクターの声を担当する声優たちによるユニットであり、ブシロードミュージックに所属している。
同ユニットは、同学年の幼馴染たちによって結成されたという設定であり、その音楽性は直球のロックであると表現されている。
ライブでは主に 佐倉綾音（美竹蘭 役）がボーカルとして参加しているほか、 三澤紗千香（青葉モカ 役）がギター演奏を披露している。

### Pastel*Palettes
Pastel*Palettesは、メディアミックス作品「BanG Dream!」に登場する架空の5人組ガールズバンド、およびそのキャラクターの声を担当する声優たちによるユニットであり、ブシロードミュージックに所属している。
アイドルとバンドの融合をテーマとした同ユニットは、物語において芸能事務所の企画として結成されたという設定がある。
ライブでは主に前島亜美（丸山彩 役）がボーカルとして参加している。なお、前島が体調不良により2022年11月30日から2023年8月31日まで芸能活動を休止していた間は、代役を立てずに音声を収録しない措置が行われていた。

### ハロー、ハッピーワールド!
ハロー、ハッピーワールド!は、メディアミックス作品「BanG Dream!」に登場する架空の5人組ガールズバンド、およびそのキャラクターの声を担当する声優たちによるユニットであり、ブシロードミュージックに所属している。
ライブでは主に 伊藤美来（弦巻こころ 役）がボーカルとして参加している。

### Glitter*Green
Glitter*Green（グリッターグリーン）は、メディアミックス作品「BanG Dream!」に登場する架空の4人組ガールズバンド、およびそのキャラクターの声を担当する声優たちによるユニットであり、ブシロードミュージックに所属している。
作中では、Glitter*Greenは、主人公の戸山香澄にバンド結成を志すきっかけを与えた先輩バンドという位置づけである。（アニメ第1期より）
ライブでは、主に三森すずこ（牛込ゆり 役）がボーカルとして参加している。
- ミルキィホームズファンクラブイベント「ゆくミル くるミル 2016-2017」（大宮ソニックシティ、2016年12月31日）
- ガルパライブ&ガルパーティ！in 東京（東京ビッグサイト、2018年1月13日）
- BanG Dream! 7th☆LIVE Day2「Genesis」（日本武道館、2019年2月22日） - ゲスト：三森すずこ

タイアップ曲（Glitter*Green）
| 楽曲                   | タイアップ                                         | 時期   |
| ---------------------- | -------------------------------------------------- | ------ |
| Don't be afraid![注 5] | テレビアニメ『BanG Dream!』挿入歌                  | 2017年 |
| Don't be afraid![注 5] | テレビアニメ『BanG Dream! 2nd Season』挿入歌[注 6] | 2019年 |
| Glee! Glee! Glee!      | テレビアニメ『BanG Dream!』挿入歌                  | 2017年 |

### 合同バンド
GBP! スペシャルバンド
アプリゲーム『バンドリ！ガールズバンドパーティー！』メインストーリー1章にて各バンドのボーカル5人と選抜メンバーにて結成されたスペシャルバンド。
ボーカルは、戸山香澄（愛美）、美竹蘭（佐倉綾音）、丸山彩（前島亜美）、湊友希那（相羽あいな）、弦巻こころ（伊藤美来）。作中における演奏メンバーには、20人全員が選抜されているというわけではなく、ギターを戸山香澄と美竹蘭が、ベースを北沢はぐみが、キーボードを羽沢つぐみが、ドラムを大和麻弥が担当している。
ボーカル組はゲーム内以外にもショートアニメ『BanG Dream! ガルパ☆ピコ』の主題歌も務めている。
タイアップ曲（GBP! スペシャルバンド）
| 楽曲                               | タイアップ                                      | 時期   |
| ---------------------------------- | ----------------------------------------------- | ------ |
| クインティプル☆すまいる            | テレビ番組『バンドリ!TV』エンディングテーマ     | 2018年 |
| ピコっと！パピっと!!ガルパ☆ピコ!!! | ショートアニメ『BanG Dream! ガルパ☆ピコ』挿入歌 | 2018年 |
「高校生バイト応援ソングをつくろう！」バンド
2018年4月23日に発表された「第2回ガールズバンド総選挙」にて1位となったことから楽曲が制作された。
メンバーは丸山彩（前島亜美）、青葉モカ（三澤紗千香）、今井リサ（中島由貴）、松原花音（豊田萌絵）、羽沢つぐみ（金元寿子）。
テレビアニメ第2期では作中にて彩が「高校最後の文化祭で最高の思い出を作るため」に、文化祭特別バンドとして羽丘女子学園生徒会長の氷川日菜がプロデュースする形で結成された。作中では「彩ちゃんバンド」とも呼ばれている。
タイアップ曲（「高校生バイト応援ソングをつくろう！」バンド）
| 楽曲                   | タイアップ                                   | 時期   |
| ---------------------- | -------------------------------------------- | ------ |
| ひとりじゃないんだから | テレビアニメ『BanG Dream! 2nd Season』挿入歌 | 2019年 |

## 制作

### 企画
2015年1月より、ブシロード代表木谷高明によって企画されたメディアミックスプロジェクト。2013年、ブシロードが配信するスマートフォン向けのリズムゲーム『ラブライブ! スクールアイドルフェスティバル』の成功により、音楽を中心に据えたコンテンツの可能性に気付いた木谷は、スマートフォンがゲームや音楽コンテンツとの相性が良いことから音楽を中心に据えたコンテンツができないか考えていた。そのとき、ブシロードのとある社員から2014年2月に開催された「THE IDOLM@STER M@STERS OF IDOL WORLD!! 2014」にて愛美のギターによる生演奏を聴き、彼女にガールズバンドをやってもらいたいという報告を受けた。この報告を聞いた木谷は愛美の演奏に可能性を感じ、ガールズバンドでキャラクターコンテンツを作る新たなプロジェクトを2014年3月に始動した。
企画が立ち上がった2014年の段階で2015年4月にリアルライブを行うことは決められていた。また、テレビアニメ企画、ゲームアプリ企画も同時期に企画され、お互いに協力していく形で企画が進められた。企画は楽器が演奏できる声優探しから始まり、声優の人選・スカウトを木谷自らが行った。そのこともあり、「Poppin’Party」のキャラクター設定は声優本人と共通点の多いものとなっている。その後、2015年4月18日に開催されたPoppin'Partyの1stライブ「BanG_Dream! 1st Live 『春、バンド始めました!』」にアニメやゲームなどの各メディアミックス企画の関係者が訪れ、このライブをもとに作品全体のコンセプトを固めていった。ライブパフォーマンスに関しては読者モデルで結成されたガールズバンド「SILENT SIREN」のライブパフォーマンスを参考にしていた。
「BanG Dream!」には「夢を撃ち抜け!」という意味があるが、その他にも意味が込められており、その意味は小説版『BanG Dream! バンドリ』で語られる。また、テレビアニメ第3期からもこの単語が登場しているが、原作小説とは成り立ちが異なっている。当初は「BanG_Dream!」とアンダースコアが含まれた表記だったが、世界観・設定が変更された2016年以降は半角スペースに変更されている。
プロジェクト開始時点では「愛美を主人公としたガールズバンドもの」というコンセプトでシナリオ制作が開始された。シナリオは「キャラクターとリアルがリンクする」をコンセプトとしているため、キャストによる活動で起きた出来事によってキャラクターやストーリーを修正する工程が繰り返し行われた。そしてメディアミックスが本格始動した2016年終盤に現在の形に落ち着くことになった。
物語のキーワードである星のイメージは香澄が使うギターである「ランダムスター」からきている。これは「女子高生がランダムスターを持ったら面白い」というストーリー原案の中村航の案からきている。このキーワードをもとに物語序盤の「星」を絡めた数々の展開や香澄の口癖である「キラキラドキドキしたい」が生まれる。
中村は、物語の骨子として「主人公の戸山香澄が星を集めていく過程でギターの一つであるランダム『スター（星）』に出会い、彼女が幼いころに持っていたホシノコドウを取り戻す物語」を着想し、それをもとにストーリーを制作した。ファンの間では香澄が出会った「星=STAR」は「S（山吹沙綾）T（花園たえ）A（市ヶ谷有咲）R（牛込りみ）」であると予想されていたが、中村自身はそのことをファンから伝え聞いて初めて気づき、「僕自身も、まるで星を見つけたような気分だった」と語っている。Poppin’Partyの設定面では中村の実際の体験談をもとにしている部分もあり、高校で音楽をはじめ、数か月をかけてバンドができあがっていった過程や、質屋でギターを購入してメンバーと蔵でバンド練習をしていた点などは中村が実際に経験した出来事である。
Poppin’Partyのオリジナル楽曲の作詞に関しても、ほぼ全ての楽曲を中村が一人で担当。作詞では、「香澄が作詞している」という要素を大事にしており、香澄以外からは出てこないであろう「強い言葉」を必ずひとつは取り入れている。また、聴く人が共感する「メッセージ性」と、短い歌詞の中でも感じられる「物語性」を共存させることが制作のコンセプトになっている。中村は、これらの要素をすべて満たした楽曲として、「STAR BEAT!〜ホシノコドウ〜」、「八月のif」、「キズナミュージック♪」を挙げている。

### スタッフィング
プロジェクトの統括は企画発案者の木谷高明が務め、企画・原作をブシロード、音楽・イベント制作およびマネージメントをブシロードミュージックがプロデュースしている。
楽曲制作は、音楽家の上松範康を中心にElements Gardenがプロデュースしており、オリジナル楽曲制作やアニメ版の劇伴制作のほか、スマートフォンゲーム『バンドリ! ガールズバンドパーティ!』（以下ガルパ、2017年3月16日配信）で採用されている各種カバー曲の編曲も担当している。作詞は「Poppin'Party」の楽曲をストーリー原案の中村航、それ以外の楽曲を主にElements Garden所属の織田あすかが担当している。キャスト陣への演奏の指導は上松やプロの講師陣が行っており、各キャストに一人の専属講師が付き指導している。『ガルパ』のゲーム内BGM、SEは作曲家の三矢禅晃が担当している。
原作・ストーリー原案には、メディアミックス経験があるほか、約10年間バンドを組み作詞の経験もある小説家の中村航が起用された。詳細な起用経緯について中村は、彼の著書である『ぐるぐるまわるすべり台』を読んだブシロードの編集者が中村を推薦したと後に話している。中村は、世界観やキャラクター設定、各メディアミックス作品のストーリー原案、小説『BanG Dream! バンドリ』の執筆やコミカライズ作品『RAiSe! The story of my music』の原作担当、プロジェクトの主軸である「Poppin'Party」の楽曲の作詞を担当している。また、別の世界観を舞台とするプロジェクト「ARGONAVIS from BanG Dream!」のストーリー原案・作詞も務めている。テレビアニメのシリーズ構成・脚本は綾奈ゆにこが務め、『ガルパ』のシナリオ制作・関連作品監修はCraft Eggシナリオチームが担当している。
キャラクター原案は、「Poppin'Party」の初期デザインをイラストレーターのひと和が担当。ミュージックビデオ『Yes! BanG_Dream!』からテレビアニメ第1期までのデザインはひと和のキャラクター原案をもとにアニメーターの仁多マツコが手掛けている。『ガルパ』では本作より登場する4バンドを含むゲーム内キャラクターのキャラクター原案・キャラクターデザイン・イラスト制作をCraft Eggイラストチームが担当している。テレビアニメ第2期以降のアニメーションキャラクターデザインおよび「RAISE A SUILEN」のキャラクターデザインはアニメーターの植田和幸が担当。
アニメーション企画は、2015年に立ち上げられたブシロードとOLMによるアニメ企画・制作のブランド「ISSEN」が、プロジェクト第1弾としてPoppin'Partyのデビューシングル『Yes! BanG_Dream!』の原作・設定制作、プロデュースを担当。以降、テレビアニメ第1期までの企画・原作・プロデュースをISSENが担当した。『Yes! BanG_Dream!』から『ティアドロップス』までのミュージックビデオやテレビアニメ第1期のアニメーション制作はISSENとXEBECにより共同で制作され、ライブシーンを中心にCGアニメーション制作をSMDEが担当した。テレビアニメ第2期・第3期からは原作がブシロード単独に変更され、アニメーション制作を3DCGアニメーションスタジオのサンジゲンに変更。スタッフもほぼすべて一新された。サンジゲンは『Neo-Aspect』より『ガルパ』ゲーム内にて配信されるミュージックビデオの制作や短編アニメ『BanG Dream! ガルパ☆ピコ』の共同制作を担当している。
ゲームアプリ企画は、サイバーエージェント傘下のCraft Eggが開発・運営を担当。作品全体のコンセプトはCraft Eggが決めており、イラスト制作、シナリオ制作なども務めているほか、関連作品監修やテレビアニメ第2期以降のアニメーション作品のキャラクター原案、制作協力も務めている。

### キャスト
バンド形式の声優ユニットとして「Poppin'Party」と「Roselia」が、バンド形式ではない通常の声優ユニットとして「Afterglow」、「Pastel＊Palettes」、「ハロー、ハッピーワールド!」がそれぞれ活動している。特に「Poppin'Party」と「Roselia」は「キャラクターとリアルライブがリンクする! 次世代のガールズバンド・プロジェクト」と銘打って、各キャラクターを担当する声優が実際にバンドを組み、ライブでは作中のキャラクターにちなんだ楽器を演奏している。「Afterglow」「Pastel＊Palettes」「ハロー、ハッピーワールド！」の担当声優は楽器演奏をしておらず、ボーカル以外のメンバーは基本的にバックコーラスのみの参加となっている。この3バンドのバックバンドは女性バンド「RAISE A SUILEN」が担当しており、カバー曲やオリジナル曲の演奏も行っているほか、テレビアニメ『BanG Dream! 2nd Season』からはキャラクターとしての作品展開もされており、一部キャラクターがアプリゲーム『バンドリ！ガールズバンドパーティー！』にてシーズン2から登場しており、2020年初夏にユニットとして実装された。また、ガルパ3周年となる2020年3月からは新バンド「Morfonica」が活動を開始し、ゲーム内にユニットとして実装されたほか、第4のリアルバンドとして実際にライブ活動も展開している。
なお、2019年から本格始動したブシロードの新音楽プロジェクト「D4DJ」には、主人公「Poppin'Party」戸山香澄役の愛美を筆頭として、当プロジェクトと兼任しているキャストが現在9名いる。その内、「Morfonica」の広町七深役西尾夕香と倉田ましろ役進藤あまね、および「Ave Mujica」のモーティス役渡瀬結月とティモリス役岡田夢以は、「D4DJ」での起用の方が先で、後から当プロジェクトへ起用された逆起用パターンである。
また、「Roselia」白金燐子役の志崎樺音と「Pastel＊Palettes」丸山彩役の前島亜美も過去にプロジェクトを兼任していた。

### プロモーション
プロジェクトのキャッチコピーは、「キャラクターとリアルライブがリンクする! 次世代のガールズバンド・プロジェクト」。「キャラクター」をテレビアニメ、アプリゲーム、コミカライズ作品のストーリー、「リアル」をCDリリースや生演奏によるライブなどの声優ガールズバンドの活動と位置づけており、「リアル」と「キャラクター」が共に成長していくことで、新しい感動と共感を生み出すことをコンセプトとしている。また、木谷は、宣伝の際に他の音楽コンテンツとの差別化を図った点として、「リアルバンド」と「カバー曲」を挙げている。
プロモーションとしてはアプリゲーム『バンドリ！ ガールズバンドパーティ！』をプロジェクトの中心として、リアルライブ、アニメーション、コミカライズ作品などを展開している。アプリゲームをプロジェクトの中心としている理由として、アニメ作品の場合、ヒットしても次のコンテンツを仕掛けるために2年近くかかってしまうことが多いため、その間の空白の期間を毎日繋ぐことができるコンテンツとしてアプリゲームが選ばれた。さらに、音楽コンテンツであれば、アニメや小説と違い、街中で偶然聞いてもらう可能性もあれば、気に入ってもらえれば100回以上聴く人は多いため、宣伝力の高さからアプリゲームと音楽コンテンツの組み合わせが考えられた。また、楽曲の宣伝に加え、実際に演奏している映像を見てもらうことで「リアルバンド」の説得力を高めるため、実際のライブ映像をYouTubeに積極的にアップしている。

### メディア展開
プロモーションとしてはアプリゲーム『バンドリ！ ガールズバンドパーティ！』をプロジェクトの中心として、リアルライブ、アニメーション、コミカライズ作品などを展開している（ゲーム展開に関する詳細はバンドリ! ガールズバンドパーティ!を参照）。
BanG Dream!プロジェクトではプロジェクトを主導するブシロードを中心にアプリゲーム制作のCraft Egg、アニメーション制作のサンジゲン、音楽制作のElements Garden、コミカライズ制作陣、リアルバンドの声優陣がこまめに意見交換を行いプロジェクトを展開している。そのため、ストーリー展開がメディアを超えて連動しており、アニメで描ききれなかった要素をゲームで描く、リアルバンドのライブを生かしてキャラクターの振り付けを決める、キャストの人柄をキャラクターにフィードバックするなど、各メディアでストーリーを補完しあいながらシナリオが展開されており、すべてのメディアを追うことで物語をさらに楽しめるようになっている。
雑誌展開
『月刊ブシロード』で2015年2月号から2016年1月号まで連載されていた漫画『BanG_Dream! [星の鼓動]』および同誌でのイラスト連載を主軸に展開していた。『電撃G's magazine』では、2015年6月号より『イラストストーリー連載』（イラスト：ひと和）を掲載していた（その他、各誌面での掲載に関する詳細は下記の書籍、漫画・イラスト掲載（ゲーム）を参照）。
アニメーション展開
ミュージックビデオの制作のほか、複数のアニメーション作品の制作・放映・配信が行われている（詳細は下記のアニメーションを参照）。
その他
オフィシャルバンドスコアのほか、コラボレーションモデルとしてESPにて楽器が、ONKYOではヘッドフォンが発売されている（その他、メディアミックス展開に関する詳細は下記の関連イベント・コラボレーションを参照）。
2018年5月より、世界観を別とする男性バンドプロジェクト「ARGONAVIS from BanG Dream!」が関連プロジェクトとして展開しているが、「『BanG Dream!』の名前を借りている状態から脱却したい」とし、2021年11月23日よりプロジェクト名が「from ARGONAVIS」へと変更された。
2024年5月、株式会社平和より（HEIWA新規タイアップ版権第二弾として）パチンコ機種「Ｐバンドリ！」が発表され、8月19日より各店舗へ導入開始となった。

## 歴史
メディアミックス展開および担当声優の入れ替わり、リアルバンドのうち、記事が存在しないAve Mujicaの来歴について記載。リアルバンドで記事が存在するPoppin'Party、Roselia、RAISE A SUILEN、Morfonica、MyGO!!!!!、夢限大みゅーたいぷの来歴は各記事を参照。スマートフォン用ゲームアプリ『バンドリ！ ガールズバンドパーティ！』のメディアミックス展開については、下記のアプリゲーム項を参照。

### 2010年代
2015年
- 1月8日、『月刊ブシロード』2015年2月号より漫画『BanG_Dream!［星の鼓動］』が連載開始。なお、先行する形で同誌2015年1月号（2014年12月8日発売）にイラストが公開された。
- 2月24日、公式Twitterが開設される。
- 2月28日、愛美のワンマンライブで『BanG_Dream!』のメディアミックス作品の展開が初公開となる。
- 4月11日、YouTubeの公式チャンネル『バンドリちゃんねる☆』開設。PVやCMなどの宣伝映像のほか、関連番組の先行配信やライブ映像などを配信。
- 4月30日、『電撃G's magazine』2015年6月号より『イラストストーリー』が連載開始。
- 9月18日、ラジオ『BanG_Dream! RADIO!!!!!』が放送開始。

2016年
- 4月8日、『月刊ブシロード』2016年5月号より『コミック版 BanG Dream!』が連載開始。
- 4月30日、『電撃G'sコミック』2016年6月号より4コマ漫画『BanG Dream! よんこま ばんどりっ！』が連載開始。
- 7月9日 - 10日、シンガポールで開催されたC3 CHARA EXPO 2016に出展。初の海外進出となった。
- 8月25日、B6小説単行本『BanG Dream! バンドリ』を発売。
- 10月3日、ラジオの番組名を『バンドリ！ポッピンラジオ！』に改称する。

2017年
- 1月21日、テレビアニメ第1期が放送開始。リットーミュージックよりオフィシャルバンドスコアを発売。
- 2月2日、テレビ番組『月刊ブシロードTV with BanG Dream!』が放送開始。
- 2月10日、コミックガルドにてWebコミック『BanG Dream! ガールズバンドパーティ！ Roselia Stage』が連載開始。
- 3月16日、スマートフォンのiOS・Android用ゲームアプリ『バンドリ！ ガールズバンドパーティ！』が配信開始。
- 6月15日、『コロコロアニキ』2017年夏号より4コマ漫画『バンバンドリドリ』が連載開始。
- 7月1日 - 9月11日、次世代ガールズバンド「発掘」プロジェクト『バンドリ！ ガールズバンドコンテスト！』を開催。応募総数110組の中でバンド部門に出場した「magnet」がグランプリを獲得し、2018年1月13日開催イベント「ガルパライブ＆ガルパーティ！in東京」にてオープニングアクトとして出演。
- 10月6日、ラジオ『バンドリ！ ガルパラジオ with Afterglow』が放送開始。

2018年
- 4月5日、テレビ番組『バンドリ!TV』が放送開始。
- 5月9日、Amazon Music Unlimitedにて『Side by Side Poppin'Party』および『Side by Side Roselia』が配信開始。
- 5月14日、初代今井リサ役であった遠藤ゆりかがこの日をもってRoseliaを脱退。中島由貴に交代する。
- 5月17日、テレビ番組『バンドリTV!』内でショートアニメ『ぱすてるらいふ』が放送開始。
- 7月5日、テレビ番組『バンドリTV!』内でショートアニメ『BanG Dream! ガルパ☆ピコ』が放送開始。
- 9月2日、テレビ番組『月刊ブシロードTV with トリモン & BanG Dream!』が放送開始。
- 9月2日 - 11月25日、全国のCD・レコードショップ、楽器店、アニメショップにて「バンドリーマー感謝キャラバン」が開催。テレビアニメ第2期のオープニングテーマ曲のショートサイズが収録されたCDを配布。
- 9月17日、初代白金燐子役であった明坂聡美がこの日を以てRoseliaを卒業。2019年より志崎樺音に交代する。
- 12月12日 - 関連音楽商品の出荷累計が100万枚を突破。

2019年
- 1月2日、特別番組『24時間バンドリ！TV』が放送。
- 1月3日、テレビアニメ第2期が放送開始。
- 2月8日、初の単独ラジオイベント『バンドリ！ラジオ祭り！』が開催。
- 5月14日 - 5月20日、「バンドリ！ウィーク」が開催。舞浜アンフィシアターにて、ラジオ祭りやライブ映像応援上映会が開催されるほか、5月18日・19日にはPoppin’Party×SILENT SIREN対バンライブ「NO GIRL NO CRY」がメットライフドームにて開催される。
- 9月13日、劇場アニメが公開。
- 12月12日、「BanG Dream! 3rd Season」制作発表会＆BanG Dream! Xmas Party 2019が開催。バンドリ！初となる大型クリスマスイベントとなる。

### 2020年代
2020年
- 1月8日、音楽関連商品の累計出荷枚数が200万枚を突破。また、同日に発売されたPoppin'Party の15thシングル「イニシャル/夢を撃ち抜く瞬間に!」がオリコン週間ランキングで初登場1位を獲得。Poppin'Partyとしてシングル・アルバム通じて、及び、プロジェクトとしてシングルでは初の週間1位となった。
- 1月23日、テレビアニメ第3期が放送開始。放送・配信に先駆けて1月8日より順次販売されるBlu-ray付生産限定盤CDにて先行で第3期の各話数が収録される。また、中国・韓国でも日本にて先行して収録・販売された話数については日本最速放送・配信に先駆けて1月8日より順次先行配信される。
- 3月1日 - 新バンド「Morfonica」が発表され、アニメオリジナルバンド「RAISE A SUILEN」と共に『ガールズバンドパーティ！』への実装が決定した。3月5日にはリアルバンドとしての活動も発表された。
- 5月3日、西武ドーム（当時の名称：メットライフドーム）にて「BanG Dream! Special☆LIVE Girls Band Party! 2020」が開催予定であったが、新型コロナウイルスによる緊急事態宣言発令の影響で約2年半延期。
- 7月15日 - 19日、RAS初の舞台となる「We are RAISE A SUILEN〜BanG Dream! The Stage〜」が開催。
- 8月21日 - 23日、コロナ禍になって初めてのライブとなる「BanG Dream! 8th☆LIVE 夏の野外3DAYS」が開催。3DAYにはMorfonicaが初めてのライブに臨んだ。

2021年
- 8月21・22日と9月4・5日、「BanG Dream! 9th☆LIVE The Beginning・Mythology」が開催。

2022年
- 4月29日 - 5組目のリアルバンド「MyGO!!!!!」始動。
- 7月28日・29日、テレビアニメ『Morfonication』が放送。
- 9月22日 - 25日、「BanG Dream! 10th☆LIVE」が有明アリーナで開催。
- 11月12日、西武ドーム（当時の名称：ベルーナドーム）にて「BanG Dream! Special☆LIVE Girls Band Party! 2020→2022」を開催。新型コロナウイルスの影響により2年半の延期の末開催された。Poppin'Partyにとって2度目のドーム公演となり、Pastel＊Palettesを除くプロジェクト内の6バンドと、シークレットゲストとして吉田有里（北沢はぐみ役）が出演。
- 11月13日、西武ドームにて「ブシロード15th記念ライブ」を開催。BanG Dream!としては7thライブ以来となる声出し可能ライブとなる。
- 11月30日、丸山彩役の前島亜美の活動休止に伴い一時的に降板。
- 12月17日、「夢ノ結唱 BanG Dream! AI Singing Synthesizer」ダウンロード版が発売。戸山香澄を基とした「POPY」と、湊友希那を基とした「ROSE」の2種類となる。

2023年
- 3月18日、木谷高明が製作総指揮を降板。ブシロードミュージック代表取締役社長の根本雄貴が総合プロデューサーに就任。
- 4月9日、テレビアニメ『BanG Dream! It's MyGO!!!!!』の制作が発表、これまで公表されていなかったMyGO!!!!!のキャストが公開される。
- 4月10日、6組目のリアルバンド「Ave Mujica」が発表。
- 6月29日、テレビアニメ『It's MyGO!!!!!』が放送開始。
- 9月1日、丸山彩役の前島亜美が活動を再開、運営との協議の結果、前島が丸山彩役を続けることとなった。
- 9月15日、テレビアニメ『It's MyGO!!!!!』第13話の放送終了後、Ave Mujicaのキャストが発表される。
- 11月18日、「夢限大みゅーたいぷ」活動開始（リレー配信にてスタート）。
- 11月20日、「夢限大みゅーたいぷ」公式YouTubeチャンネルにて「無限妄想世界（むげんマイワールド）」のMV公開。

## 原作漫画・小説
漫画『BanG_Dream! 星の鼓動』および小説『BanG Dream! バンドリ』は、テレビアニメ第1期以降のメディアミックス作品とストーリーやキャラクター設定、世界観設定が異なるものの、物語の舞台や展開、キャラクター設定の一部や作中に登場するフレーズなどは後のアニメ及びゲーム版の原案設定や楽曲の歌詞に引き継がれている。
本作は、Poppin'Partyのデビュー曲「Yes! BanG_Dream!」や「STAR BEAT!〜ホシノコドウ〜」、「走り始めたばかりのキミに」のタイトル、歌詞に関連しながら物語が進み、楽曲も作中に登場する。また、本プロジェクトのタイトル「BanG Dream!」の正体も本作で明らかとなっている。
作中で登場人物が作っている楽曲は実際に制作され、CDとしてリリースされている。戸山香澄が作詞、市ヶ谷有咲が作曲した「じゃんぴん・しゃっふる」は「ぽっぴん'しゃっふる」として、香澄が作詞、牛込りみが作曲した「りみりん夏の三三七拍子」は「夏空 SUN! SUN! SEVEN!」として、香澄が作詞、花園たえが作曲した「ルイテキ革命」は「ティアドロップス」として楽曲が制作された。そして、香澄が作詞・作曲した「小心者のテーマ」は作中で「STAR BEAT!〜ホシノコドウ〜」とタイトルを変えて登場している。さらに「走り始めたばかりのキミに」は山吹沙綾が作詞・作曲を務めた設定になっている。また、作中で香澄たちが購入したバンドスコアをもとに練習した楽曲として「空色デイズ」「God knows... 」「コネクト」「ライオン」「小さな恋のうた」「君の知らない物語」など複数の楽曲が挙げられており、そのうち複数の楽曲がリアルライブで披露されたり、アプリゲーム『バンドリ！ガールズバンドパーティー！』にカバー楽曲として実装されている。

### あらすじ
引っ込み思案な性格の高校1年生・戸山香澄は、過去に大好きだった音楽を周りから馬鹿にされて以来、歌が歌えなくなり自分の気持ちを表に出せなくなってしまう。高校に入学してからも友達ができず一人ぼっちとなり、定時制に通う謎の人物「サアヤ」との机の上の落書きを通した交換日記だけが自分の気持ちを打ち明けられる時間だった。サアヤが教えてくれた魔法の言葉「POPPING! 」は、いつも香澄に少しだけ勇気を与えてくれた。
そんな憂鬱な日々を過ごしていたある日、街中で星のシールを見つけ、そのシールをたどり行き着いた質屋で赤い星型のギター「ランダムスター」をみつける。そのギターを見た香澄は、かつて聞いた「星の鼓動」を再び感じ取る。質屋で出会った少女・市ヶ谷有咲から彼女の父親の遺品でもあるランダムスターを触らせてもらった香澄は、以前、ランダムスターを見たときに感じたものが星の鼓動だったと確信し、自分のやりたいことを見つける。一方、ランダムスターを持った際に香澄が偶然発した「BANG! DREAM!（夢を打ち抜け!） 」という言葉に運命を感じた有咲は、香澄にランダムスターを安く売る条件として、彼女を主人公とするゲーム「BanG_Dream!」を提案する。サアヤの応援を受けながら、有咲の提示するミッションをこなしていく中で、香澄はギターや音楽について学び成長していった。そんなある日、香澄たちは、とある事情から学校の先生に有咲を登校させるように頼まれたベースが弾ける不思議な少女・牛込りみと出会う。有咲の提案でりみをバンドに引き込むことになった香澄は、サアヤからのアドバイスもあり、りみを勧誘することに成功。3人バンド「蔵 Praty（仮）」、略して「クラパ」を結成する。3人は有咲の亡き父が残した「成り上がりノート」に記された「In the name of BanG_Dream!（BanG Dream!の名のもとに）」という言葉をもとに「Yes! BanG_Dream!」というタイトルで曲を作ることを決める。作詞を担当することになった香澄は、相談相手であるサアヤとの机の上の落書きによるやり取りを通して歌詞を完成させる。さらに、学校の屋上でギターを弾いていた少女・花園たえが弾いていた曲に引き寄せられた香澄は、彼女をバンドに勧誘して楽曲を完成させる。メンバーが4人となった蔵 Praty（仮）は、商店街の夏祭りのステージで初のライブを行い成功を収めるが、そのライブを遠くから見つめていた少女がいた。ライブの後、香澄は机の上の落書きを通してサアヤが4人のライブを見ていたこと、ドラムの経験があることを知る。落書きを通してバンドに誘うも断られた香澄は、サアヤに会いたいことを伝える。その想いを受け取ったサアヤは、星のシールを学校から自宅まで貼っていき、4人を自宅まで導いた。次の日の朝、星のシールをたどり山吹沙綾に出会えた4人だったが、バンドに入ることに関しては再び断られてしまう。どうすればよいか迷っていた香澄に対し有咲は「自分のスタートになるような歌を創りなさい」と言い渡し、その曲が完成するまで蔵への出入り禁止にしてしまう。

## 物語の舞台

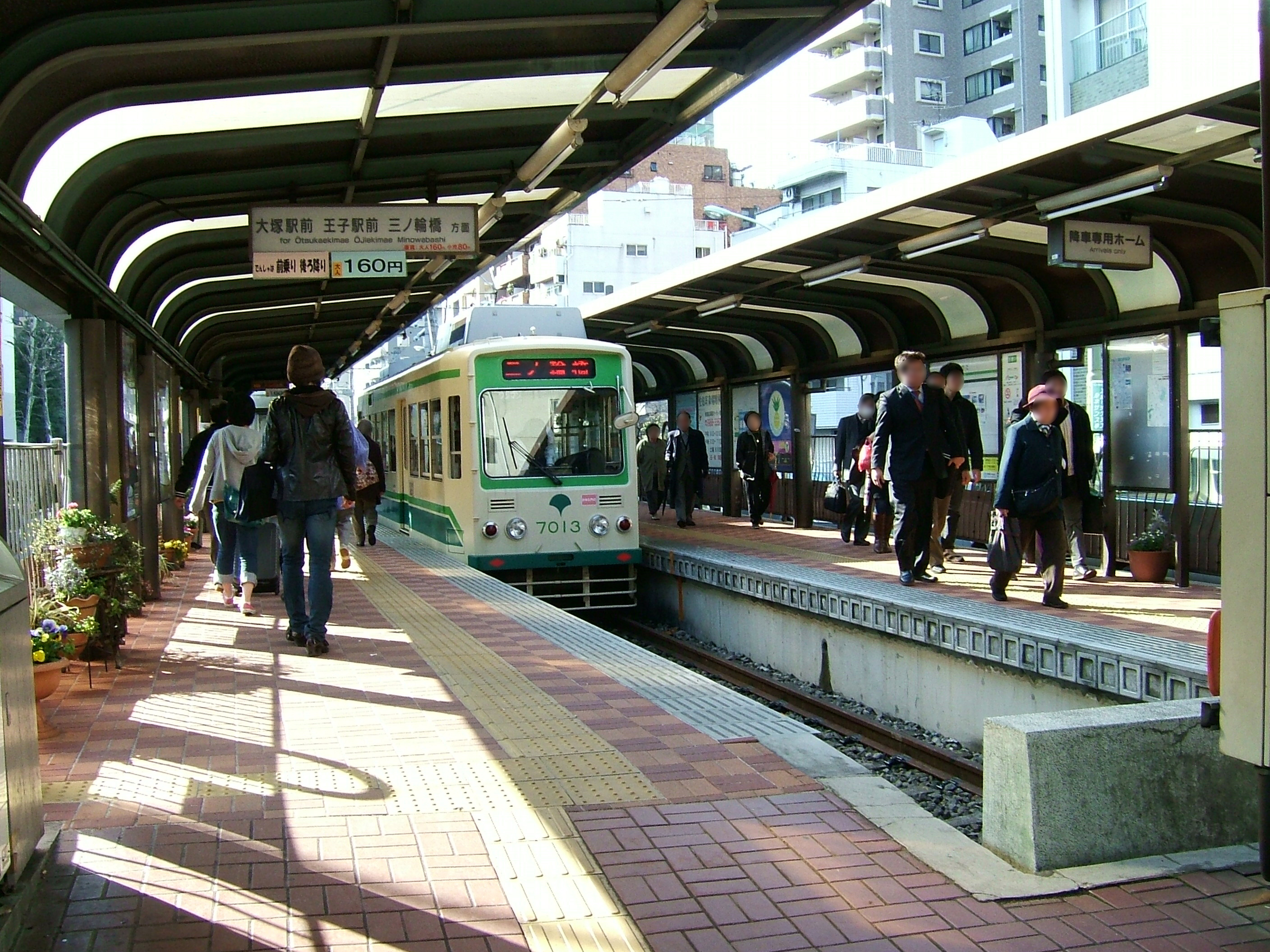
早稲田停留場に停車する都電荒川線の車両（2008年3月31日撮影）

『BanG Dream!』の舞台となっているのは、東京都新宿区などに跨る都電荒川線沿線である。都電荒川線の早稲田停留場は花咲川女子学園の近くに位置するという舞台設定のため、しばしば作中に登場する。また、神田川沿いの遊歩道は香澄らPoppin'Partyのメンバーが登下校する際に登場し、彼女達がバンド練習の場として使っている有咲の家はその近辺にある蕉雨園がモデルとなっている。そのため、蕉雨園に向かうまでの道のりとして関口芭蕉庵近辺の胸突坂や、神田川にかかる駒塚橋、江戸川公園が作品に登場する。そのほか、沙綾の実家が経営している「やまぶきベーカリー」がある商店街は江戸川橋地蔵通り商店街を基に制作されているが、実際にモデルとなったパン屋は現存しないとされている。なお、物語に登場する「北沢精肉店」や「羽沢珈琲店」も本商店街に軒を並べるが、現実で作中の設定に対応する位置には異なる業態の店舗が存在している。また、アニメ第3期第8話でバンドメンバーによる温泉ツアーの集合場所として登場するのが、同商店街の入口付近にある子育地蔵尊に当たる。

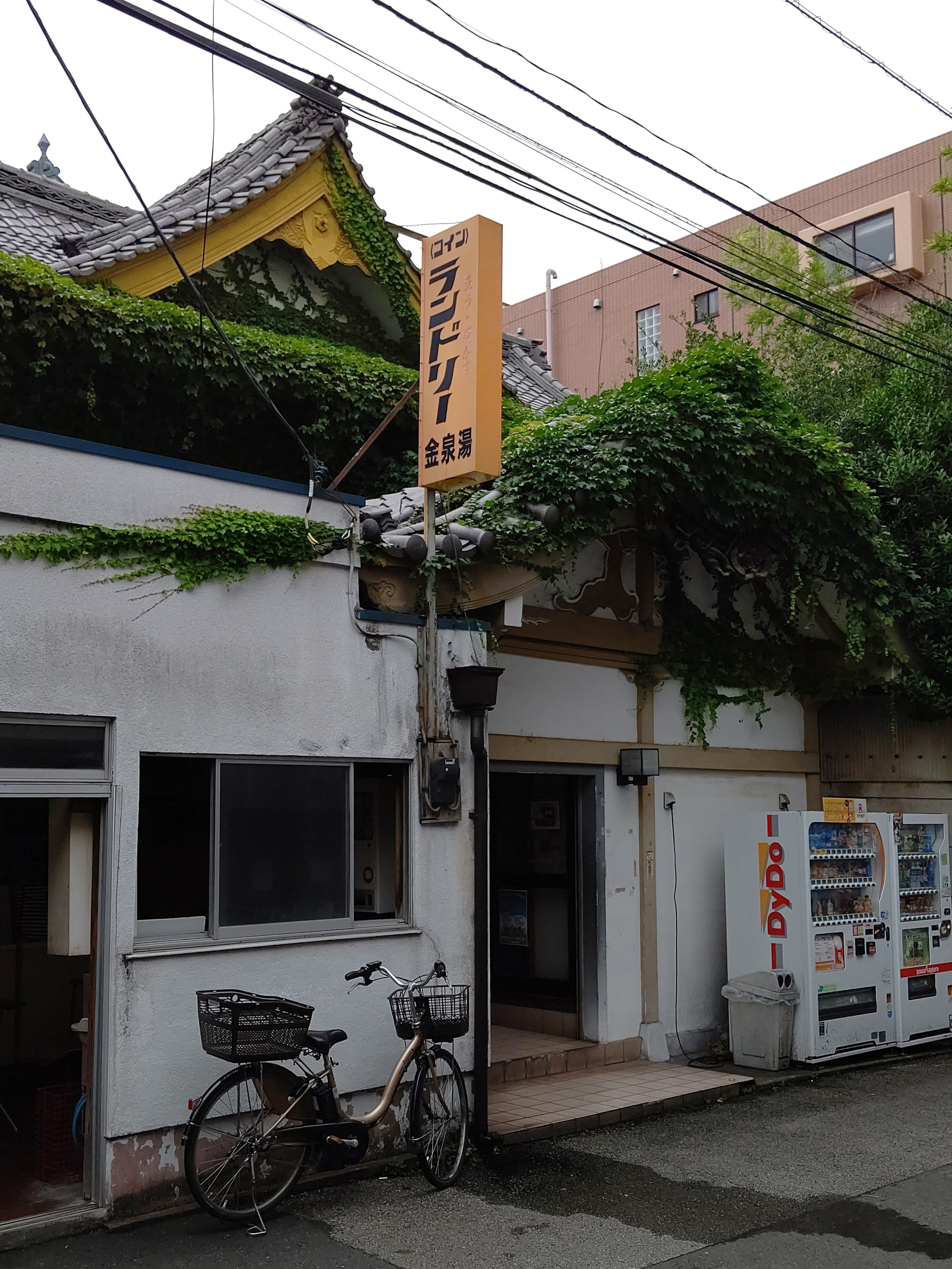
「旭湯」のモデルとなった金泉湯（東京都新宿区）（2020年7月24日撮影）

早稲田停留場周辺以外にも、大塚駅前停留場付近はたえが一人で路上ライブを敢行する場所であり、近隣の南大塚公園はたえとレイヤにとっての思い出の場所として登場する。なお、戸山姉妹の自宅の最寄り駅は飛鳥山停留場がモデルとなっており、その近くの飛鳥山公園も作中で使用される。
一方、Afterglowのメンバーなどが通う羽丘女子学園の最寄り駅として登場するのが学習院下停留場であり、アニメ第2期第9話でたえがPoppin'Party結成1周年記念ライブに参加するため疾走する場所は文京区目白台付近にある富士見坂がモチーフとなっている。その近くにある面影橋停留場はアニメ第2期のキービジュアルの背景に使用され、そこから早稲田通り方面に向かった先にある銭湯・金泉湯は六花の下宿先「旭湯」の一部モデルとなっている。「旭湯」の内装は大阪市此花区にある千鳥温泉が原型となっており、アニメの脚本を担当した綾奈ゆにこが実際に住み込みで働き、取材を行っている。そのほか、ライブハウス「SPACE」は埼玉県川口市にある「西川口Hearts」がモデルとなっている。
なお、都電荒川線は、2019年8月末から10月中旬までに映画『BanG Dream! FILM LIVE』と、その翌年上旬にはアニメ『BanG Dream! 3rd Season』とタイアップしており、キャラクターのラッピング電車が走行するなどの企画も実施されている。また、『BanG Dream!』の舞台となった早稲田駅周辺は、アニメツーリズム協会が選出する2020年版「訪れてみたい日本のアニメ聖地88」の1つとしても選ばれている。

## 書籍

### 漫画
BanG_Dream!［星の鼓動］（バンドリ スタービート）
『月刊ブシロード』2015年2月号から2016年1月号まで連載していた。ストーリー原案はナカムラコウ、キャラクター原案はひと和、作画担当は石田彩。プロジェクト第1弾となる作品であり、世界観やキャラクター設定も初期のものとなっている。
BanG_Dream! [星の鼓動]コミックス&画集 夢の蔵出しセットとしてコミックス上下巻と画集『BanG_Dream! Illust Art Works』（作画：ひと和）のセットで、2018年1月13日に「ガルパーティ!in東京」のイベント会場およびブシロードECで限定販売された。全2巻+画集1冊。

### 小説
B6小説単行本『BanG Dream! バンドリ』
2016年8月25日にアスキー・メディアワークス（KADOKAWA）より発売された。著者は中村航、イラストはひと和が担当。内容としては漫画『BanG_Dream!［星の鼓動］』を小説化したものとなる。
『BanG Dream!』プロジェクトとして『月刊ブシロード』および『電撃G's magazine』の紙面で掲載された記事も収録している。ISBN 978-4-04-892448-1。
2019年1月10日には文庫版が電撃文庫より発売。表紙カバーはひと和による新規描き下ろしであり、単行本ではモノクロであった挿絵の一部をカラーで収録している。また、巻末にはPoppin'Partyの声優陣による描き下ろしメッセージも収録している。ISBN 978-4-04-912337-1。

### スコア
全てリットーミュージックより発売されている。
- 『BanG Dream!』オフィシャル・バンドスコア第一弾「Yes! BanG_Dream!」（2017年1月21日）
- 『BanG Dream!』オフィシャル・バンドスコア第二弾「ときめきエクスペリエンス！」（2017年2月27日）
- 『BanG Dream!』オフィシャル・バンドスコア第三弾「STAR BEAT!〜ホシノコドウ〜」（2017年3月11日）
- バンドリ! オフィシャル・バンドスコア（2017年4月26日）
- バンドリ! オフィシャル・ピアノスコア（2017年8月25日）
- 『BanG Dream!』オフィシャル・バンドスコア「前へススメ！」（2017年9月4日）
- 『BanG Dream!』オフィシャル・バンドスコア「夢みるSunflower」（2017年9月4日）
- 『BanG Dream!』オフィシャル・バンドスコア「八月のif」（2017年11月13日）
- バンドリ！ オフィシャル・バンドスコア Poppin'Party Vol.2（2018年5月16日）
- 『BanG Dream!』オフィシャル・バンドスコア「二重の虹（ダブル レインボウ）」
- 『BanG Dream!』オフィシャル・バンドスコア「ガールズコード」
- 『BanG Dream!』オフィシャル・バンドスコア「キズナミュージック♪」
- バンドリ！ではじめるエレキ・ギター（2019年3月25日）
- バンドリ！ オフィシャル・バンドスコア Poppin’Party Vol.3（2019年7月25日）
- バンドリ！ではじめるエレキ・ベース（2019年11月18日）
- バンドリ！ではじめるドラム（2019年12月19日）
- バンドリ！ オフィシャル・ピアノスコア BanG Dream! 2nd Season（2019年12月25日）
- バンドリ！ではじめるキーボード（2019年1月23日）

## アニメーション

### ミュージックビデオ
「Yes! BanG_Dream!」から「ティアドロップス」までの主要スタッフ、制作会社はテレビアニメ第1期と同様である。アプリゲーム「バンドリ！ガールズバンドパーティー！」バンドストーリー第2章以降に配信されたミュージックビデオの制作スタッフに関する詳細は下記のバンドリ! ガールズバンドパーティ!#スタッフを参照。

### テレビアニメ BanG Dream!
第1期が2017年1月から4月までTOKYO MXほかにて全13話が放送され、同年8月19日にはOVAが先行放送された。第2期は『BanG Dream! 2nd Season』という題名で、2019年1月から3月まで放送された。第3期『BanG Dream! 3rd Season』は当初2019年10月から放送を開始する予定だったが諸般の事情により放送が延期され、2020年1月から4月まで放送された。

#### 第1期
テレビアニメ第1期ではPoppin' Partyの結成を描いている。
テレビアニメ第1期はミュージックビデオとともに、ISSEN（ブシロードとOLMによるアニメ企画・制作のブランド）によるアニメーション企画第1弾として企画された。第1期の制作体制は、「Yes! BanG_Dream!」から「ティアドロップス」までのミュージックビデオを制作した時と同じく、ISSENとXEBECが共同制作、ライブシーンのCGパートを小学館ミュージック＆デジタル エンタテイメント（SMDE）が担当した。
第1期には、一部キャラクター達がアプリゲーム『バンドリ！ガールズバンドパーティー！』（以下：ガルパ）から配信に先行する形で登場しているが、キャラクター設定はゲーム版と異なる。
さらに、テレビアニメ第1期の内容はバンドストーリー0章として『ガルパ』ゲーム内で配信されているが、0章ではキャラクター設定や一部シナリオがゲーム版に準ずる形に変更されている。
第1期に関連する作品として、ストーリー原案の中村航がネーム監修・各話タイトル制作をした「コミック版 BanG Dream!」があり、文化祭までの物語がコミカライズされた。また、アニメでは描かれてない各キャラクターの心情や設定の補足がなされており、『ガルパ』に登場する各バンドも背景に登場している。

#### 第2期
第2期では、第1期および『ガルパ』シーズン1開始時点より1年が経過し、登場人物たちが全員進級した形で登場する。
また、ストーリーはテレビアニメ第1期だけではなく『バンドリ！ガールズバンドパーティー！』シーズン1を前提としたストーリーが展開される。さらに、今作より監修として『バンドリ！ガールズバンドパーティー！』の開発を務めるCraft Eggがキャラクター原案、シナリオ監修として参加している。第2期より初登場した設定やキャラクターは『ガルパ』シーズン2よりゲーム内に実装された。ゲーム内でもアニメ第2期の物語を前提にストーリーが進められており、『ガルパ』にて「RAISE A SUILEN」が実装されて以降は第2期の物語は既に起きたこととして登場人物たちの口から語られている。
第2期の制作体制は第1期から大幅に変更され、アニメーション制作はサンジゲンが担い、一部の例外を除いてほぼすべてを3DCGを使用したアニメーションで制作された。その一方で、製作総指揮の木谷高明、ストーリー原案の中村航、シリーズ構成・脚本の綾奈ゆにこ、Elements Gardenを中心とする楽曲チームは続投する。

#### 第3期
第3期は、第2期最終話より4ヶ月経過した10月の秋より物語が始まり、少女たちがガールズバンド大会「BanG Dream! Girls Band Challenge!」への出場を目指して奮闘する様子が描かれている。
また、第3期のストーリーは、Roseliaが「FUTURE WORLD FES.」への出場権を既に得ているなど『ガルパ』シーズン2の夏から秋にかけて起きた出来事も前提として前提としてストーリーが展開されている。
なお、『ガルパ』では、第3期の物語が「RAISE A SUILEN」バンドストーリーとして実装されている。

### 劇場アニメ

#### FILM LIVE
2019年9月13日には、アニメ映画『劇場版「BanG Dream! FILM LIVE」』が公開された。
サンジゲンが制作した同作は、テレビアニメ第2部のライブシーンをもとに、新規ライブシーンやMCなどを加え、3DCGライブアニメーション映画として再構成されている。
登場するバンドはPoppin’Party、Afterglow、Pastel＊Palettes、Roselia、そしてハロー、ハッピーワールド！の5組である。
また、2021年8月20日からは第2弾となる『劇場版「BanG Dream! FILM LIVE 2nd Stage」』が公開された。

#### 劇場版 BanG Dream! Episode of Roselia
『劇場版 BanG Dream! Episode of Roselia』は2021年に公開された二部構成の映画である。2021年4月23日に前編『I.約束』が、6月25日に後編『II.Song I am.』が公開された。
同作はRoseliaを主題としており、物語はゲーム内のバンドストーリー「ノーブル・ローズ」を主軸としている。

#### 劇場版 BanG Dream! ぽっぴん'どりーむ！
『劇場版 BanG Dream! ぽっぴん'どりーむ！』は、2022年1月1日に公開されたアニメ映画である。
同作は、テレビアニメ第3期の後日談にあたり、武道館でのライブを成功させたPoppin' Partyがある人物との出会いをきっかけに海外へ渡る様子を描いている。上映時間は71分。

## アプリゲーム
『バンドリ！ ガールズバンドパーティ！』は、ブシロードのiOS・Android向けアプリケーションゲーム。略称は「ガルパ」。ジャンルはリズム&アドベンチャーゲーム。開発元はCraft Egg。キャッチコピーとして「はじめよう、私たちのバンド活動（ライフ）！」、4周年以降のキャッチコピーとして「まだまだ止まらない、私たちのバンド活動（ライフ）！」が掲げられている。
iOSおよびAndroid用ゲームアプリとして、ブシモより2017年3月16日配信された。日本国外でも配信がされており、英語版、繁体字版、韓国語版、簡体字版が存在する。
同作のシナリオはシーズン単位に分かれており、シーズン1ではテレビアニメ第1期から香澄たちが進級するまでの1年間の物語、シーズン2ではテレビアニメ第2期の物語を前提とし少女たちの2年目の物語が描かれる。

## 夢ノ結唱
「夢ノ結唱 BanG Dream! AI Singing Synthesizer」は、2022年から展開されている「BanG Dream!」の歌唱用音声合成ソフトシリーズ。各グループの過去楽曲のボーカルレコーディングデータを元に、深層学習等のAI技術を用いて声質・癖・歌い方をリアルに再現している。容姿は元となったキャラクターを元にリデザインされた物となっており、製品名は所属するグループ名から取られている。POPY・ROSEはCeVIO AIとSynthesizer Vで展開されたが、PASTEL・HALO以降はSynthesizer Vのみでの展開となる。
| 製品名 | 音声提供者 | 発売日         |
| ------ | ---------- | -------------- |
| POPY   | 戸山香澄   | 2022年12月21日 |
| ROSE   | 湊友希那   | 2022年12月21日 |
| PASTEL | 丸山彩     | 2025年3月28日  |
| HALO   | 弦巻こころ | 2025年3月28日  |
| AVER   | 三角初華   | 2025年12月19日 |

## 関連イベント・コラボレーション
プロジェクトでの関連イベントおよびコラボレーション展開を記載。「BanG Dream!プロジェクト」では、様々な企業とのコラボレーション企画を積極的に行っている。これはアニメやゲームファン以外にも様々な人に向けた幅広い内容のコラボレーションを行うため。ガルパとのコラボレーション展開は「バンドリ! ガールズバンドパーティ!#関連イベント・コラボレーション」を参照。

### 企業・イベントとのコラボレーション
- ESP - ESP×バンドリ！ コラボレーションモデル[131][132][133]を展開しており、楽器は2017年6月30日より予約を開始した。登場キャラクターが作品中で使用した楽器（ESPモデルとバンドリ！モデル（廉価版））の他、ピック、ギタークロス、ストラップなど、イラストを使用したオリジナルグッズも発売される。
- オンキヨー＆パイオニアイノベーションズ - ハイレゾ対応ヘッドホンSE-MX8-Kの 「BanG Dream!」、「Roselia」 各モデルが、ONKYO DIRECTでの予約限定品として発売された。
- バイトル - 「バイトル×バンドリ!」としてゲームおよび関連番組とのコラボ企画が開催された[134]。
- ゲキクロ - 激ロックが運営するロックファッション専門ショップとのコラボレーション。Poppin'PartyとRoseliaのコラボレーションアイテムが2018年5月12日より先行販売・先行予約が開始された。また2019年より第2弾としてPoppin'PartyとRoselia、RAISE A SUILENとのコラボレーションを開始[135][136]。2019年9月2日からは「激ロックコラボ第3弾」としてAfterglowとのコラボレーショングッズが販売される。2020年1月15日からは「激ロックコラボ第4弾」としてPastel＊Palettesとのコラボレーショングッズが販売される。2020年2月からは「激ロックコラボ第5弾」としてハロー、ハッピーワールド！とのコラボレーショングッズが販売される。
- 声優トレーディングカード - 「Voice Actor Card Collection VOL.02 愛美&尾崎由香 feat.戸山姉妹『あいみんとおざぴゅあ』」として2018年7月27日に発売された[137]。
- アニメイト – 企画初期のころから関連グッズ販売や店舗ごとのキャンペーンを行っている。2019年2月9日から3月17日まで全世界にあるアニメイト全店舗125店舗で「BanG Dream! アニメイトワールドフェア」が開催。限定グッズなどが販売されるほか、秋葉原、名古屋、大阪日本橋のアニメイトではオンリーショップも開催される。全世界のアニメイトでひとつの作品のフェアを同時開催する試みは本作が初となる[138]。その他、アニメイトでは定期的にBanG Dream!オンリーショップのイベントが開催されている。
- あるあるCity - あるあるCity内のホログラムシアターにて、2019年4月27日より「BanG Dream! Ultimate Live Theater」がオープン。「BanG Dream! 7th☆LIVE」の3バンドのライブ映像を3面仕様に編集した5.1chサラウンドの特別仕様で上映される。5月25日、26日には各バンドのキャスト出演によるオープン記念イベントイベントも開催された[139]。
- 午後の紅茶 - 2019年5月5日にコラボレーションが発表された。コラボレーションでは、バンドリ！のメンバーが 「午後の紅茶」公式キャラクターに就任し、午後の紅茶の実写CMに伊藤彩沙と大塚紗英が出演した[140]。12月9日には、Poppin'Partyのメンバー5人が登場するコラボレーションCMも公開された[141]。
- 大川ぶくぶ - 2019年8月1日にコラボレーション企画が発表され、大川ぶくぶによる全6バンド30名の描き下ろしイラストが公開された。展開としてはコラボグッズの販売や、4コママンガの公開がされている[142][143]。
- 読売ジャイアンツ - 2019年8月16日に東京ドームで行われる読売ジャイアンツ×阪神タイガース戦にて読売ジャイアンツとのコラボナイターが開催。Poppin'PartyとRoseliaのキャスト陣によるトークイベントのほか、描き下ろしイラストグッズの販売が実施された[144]。また、同球団に所属する畠世周が本作品のファンである。
- ぼのぼの - 2019年10月31日に「バンドリ！TV LIVE 特別版 Poppin'Party Fan Meeting Tour 2019! お疲れ様スペシャル」内にてコラボレーションが発表。6バンド全てのメンバーがぼのぼのと並ぶイラストが公開された。本コラボではグッズの販売が決定している[145]。
- 新日本プロレス – ブシロードと木谷高明が主要株主の90%を務めているプロレス団体。2020年1月4日と5日に開催される「WRESTLE KINGDOM 14 in 東京ドーム」において冠特別協賛を務める。
- セイコーウオッチ - 2020年1月24日よりバンドリ！ ガールズバンドパーティ！とセイコーのコラボウォッチが発売。5バンドのコラボウォッチが限定販売される[146]。

### 他作品とのコラボレーション
- 少女☆歌劇 レヴュースタァライト - ブシロードとネルケプランニングによるメディアミックス作品。ブシロードが企画を主導しているほか、アニメや漫画、アプリゲーム、キャスト陣が実際にミュージカルに出演する等、多方面へのメディアミックス展開を行っている点、数人の主演声優陣が共通している点など「BanG Dream!」プロジェクトとの共通点が多い。2018年2月24日から3月11日まで合同物販イベント「『バンドリ！』＆『レヴュースタァライト』STORE」を開催。同年10月24日から10月30日には第2弾が開催された[147][148]。5月12日、13日に開催された「BanG Dream! 5th☆LIVE」では、展示ブースが設けられ、舞台衣裳やキャラクタースタンディが展示された[149]。2018年7月17日に開催された「THE THIRD（仮）2nd Live」には、オープニングアクトとしてスタァライト九九組がサプライズ出演した[150]。2019年4月3日から5月12日に秋葉原で開催される「秋フェス 2019 春」ではコラボ物販などが行われる[151]。2019年6月8日から9日にかけてイベント「ガルパーティ！&スタリラ祭 2019 in池袋」が池袋サンシャインシティにて開催。アプリゲーム『少女☆歌劇 レヴュースタァライト -Re LIVE-』（スタリラ）との同時開催となる[138]。イベント開催を記念して、ガルパゲーム内にて同年6月7日よりカバー楽曲『ディスカバリー！』が追加された[152]。
- D4DJ - ブシロードによるメディアミックス作品。原作、製作総指揮、ストーリー原案のほか、主要キャストの一部や楽曲制作陣の一部がBanG Dream!プロジェクトと共通している。プロジェクト開始当初から、ライブ楽曲の多くでBanG Dream!関連の楽曲をカバーしており、中には実際の声優本人が歌唱・演奏していることもある。ライブではRAISE A SUILENやArgonavisとの合同ライブも開催している。
- SHOW BY ROCK!! - 2020年1月に放送開始のTVアニメ『SHOW BY ROCK!! ましゅまいれっしゅ!!』と、同月より放送開始の『BanG Dream! 3rd season』とのコラボレーションがセガ秋葉原にて開催。両作に登場するガールズバンドの描かれた缶バッジなどが販売される[153]。

### ミュージシャン・声優とのコラボレーション
- DAIGO – 3人組ロックバンド・BREAKERZのボーカル。ブシロード作品にて多数のタイアップを行った実績がある。Poppin'Partyの楽曲「B.O.F」に作曲として参加[154]。BanG Dream!プロジェクトのオリジナル曲として唯一、Elements Gardenの作家ではない人物による作曲作品となる。また、2018年1月開催の「ガルパライブ＆ガルパーティ！in東京」や2019年2月開催の「BanG Dream! 7th☆LIVE」にも関係者としてライブ観戦している[155][156]。
- オーイシマサヨシ - ミュージシャン、シンガーソングライター。アプリゲーム『バンドリ!ガールズバンドパーティ!』にて2018年1月3日に『君じゃなきゃダメみたい』、2019年2月18日に『オトモダチフィルム』の楽曲をPoppin'Partyがカバーしてゲーム内に実装された。2018年3月3日に大阪城ホールにて開催された「ANIMAX MUSIX 2018 OSAKA」では、オーイシマサヨシとTom-H@ckによる日本のデジタルロックユニット「OxT」とPoppin'Partyもコラボレーションによる『君じゃなきゃダメみたい』が披露された[157]。その他、大石がニコニコ公式生放送にて配信していた番組「ニコ生☆音楽王」に愛美が生出演したり、YouTubeの「KADOKAWAanimeチャンネル」と「バンドリちゃんねる☆」のコラボ企画としてオーイシマサヨシと愛美が『Time Lapse』をセッションするなど、度々、コラボレーション企画が行われている[158][159]。
- SILENT SIREN - 読者モデルで結成された4人組ガールズバンド。BanG Dream!プロジェクトの企画初期において、Poppin’Partyのライブパフォーマンスの参考としてSILENT SIRENのライブパフォーマンスを参考にすることが多かった。SILENT SIRENのメンバーも2018年5月開催の「BanG Dream!5th☆LIVE Poppin'Party HAPPY PARTY2018!」や2018年12月開催の「BanG Dream! 6th☆LIVE　DAY2 Poppin'Party『Let's Go! Poppin'Party!』」を観戦したり、両バンドのベースを務める西本りみと山内あいなが2018年発売のベース・マガジン6月号や2018年11月開催のベース女子写真展にて対談やトークショーを行うなど、両バンドのメンバーが共に交流があった[160][161][162][163]。2019年2月23日に開催されたPoppin'Party 2度目の武道館ライブ「BanG Dream! 7th☆LIVE Day3『Jumpin' Music♪』」にて両バンド初のドームライブであり同時に対バン形式のライブでもある「NO GIRL NO CRY」をメットライフドームにて開催することを発表。SILENT SIRENのメンバーも会場に登壇した。2019年4月19日からは両バンドのコラボ楽曲「NO GIRL NO CRY」がPoppin’Party Ver.とSILENT SIREN Ver.の2種類で配信開始。MVも公開された[164]。アプリゲーム『バンドリ!ガールズバンドパーティー!』では3月15日に「NO GIRL NO CRY」の楽曲追加が実施されたほか、Poppin'Partyのカバー楽曲としてSILENT SIRENの「チェリボム」の楽曲追加が5月13日に行われた[165][166]。5月8日・9日に放送・配信の「バンドリ!TV」第44回目ではゲストにSILENT SIRENが登場している。2019年5月18日・19日、メットライフドームにて対バン形式ライブ「Poppin’Party×SILENT SIREN対バンライブ『NO GIRL NO CRY』」が開催。
- 小倉唯 – 2019年11月8日、YouTube「バンドリちゃんねる☆」のコラボ企画第2弾にてガルパ内にて「Baby Sweet Berry Love」をカバーした前島亜美とのコラボレーション動画として「『Baby Sweet Berry Love』踊ってみた動画」と「前島亜美×小倉唯 対談動画」が配信された[167]。

### コラボCM
キリン 午後の紅茶 コマーシャル 「世界で、いちばん、あったかい。『冬 バンドリ！仲間の絆』篇」
2019年12月9日より全国区のCMにて放送・配信されたキリン 午後の紅茶×BanG Dream!コラボアニCM。アニメーション制作はプロジェクト全体のアニメーションを担当するサンジゲン。CM曲はコラボ用に新たに制作された楽曲となり、コラボレーション専用として楽曲が制作されるのはプロジェクト初となる。
CMに使用された「White Afternoon」は、2020年に発売されたアルバム『Breakthrough!』に収録された。
CM曲「White Afternoon」
作詞 - 中村航 / 作曲 - 上松範康（Elements Garden） / 編曲 - 藤永龍太郎（Elements Garden） / 歌・演奏 - Poppin'Party
- アニメーションスタッフ
  - 監督：篠田利隆（異次元TOKYO）
  - アニメーション制作：サンジゲン

## 評価
2018年以降、2019年6月時点まで、本プロジェクトは、ブシロードグループ全体におけるIPの売上高トップとなっており、売り上げは年間40億円以上を超えている。

### アプリゲーム
『バンドリ！ガールズバンドパーティー！』は2017年3月の配信開始以降、App Storeのセールスランキングで上位圏内を維持し、2017年内に約91億円の売上高を記録。2周年記念の2019年3月にはセールスランキング初の1位を獲得し、サイバーエージェントグループにおけるゲーム事業の収益に貢献した。国内のユーザー数は2019年7月29日時点で1000万人、全世界ユーザー数は2018年7月29日時点で1000万人を突破している。
2017年12月4日に発表された「Google Play 2017年 ベストゲーム」では、Android用ゲームアプリとして、ユーザー投票部門とアトラクティブ部門の2部門にて『バンドリ！ ガールズバンドパーティ！』が大賞を受賞した。
Twitter日本語版公式アカウントにて毎年12月5日に発表される「日本国内でもっとも多く使われたアカウント」の2017年エンターテインメント編第3位、2018年ゲーム編第5位に「バンドリ！ ガールズバンドパーティ！Twitter公式アカウント」が選ばれ、「日本国内でもっとも多く使われたハッシュタグ」の2017年エンターテインメント編第8位、2018年ゲーム編第6位に「#バンドリ」、2018年ゲーム編第9位に「#ガルパ」が選ばれた。

### 音楽
2018年4月、NexTone Award 2018において特別賞を「BanG Dream! Project」が受賞した。
バンドリ関連のCDシングルの多くはオリコン週間ランキングで10位圏内に入っており、2018年12月12日には音楽関連商品の累計出荷枚数が100万枚を突破。2019年2月に同時発売された6タイトルのCDシングルは、すべてがオリコン週間ランキングの10位以内に入る結果となった。2020年1月8日には音楽関連商品の累計出荷枚数が200万枚を突破した。また、同日に発売されたPoppin'Party の15thシングル「イニシャル/夢を撃ち抜く瞬間に！」がオリコン週間ランキングで初登場1位を獲得。Poppin'Partyとしてシングル・アルバム通じて、及び、プロジェクトとしてシングルでは初の週間1位となった。